# Alsophylax przewalskii
Alsophylax przewalskii är en ödleart som beskrevs av Strauch 1887. Alsophylax przewalskii ingår i släktet Alsophylax och familjen geckoödlor. IUCN kategoriserar arten globalt som livskraftig. Inga underarter finns listade i Catalogue of Life. Det är en endemisk art som har påträffats i Xinjiang i Kina och i Turkestan. Arten har fått sitt namn till minne av upptäcktsresenären Nikolaj Przjevalskij.
Arten lever i bergstrakter och i kulliga områden mellan 700 och 1400 meter över havet. Det är inte känt vilket habitat djuret föredrar. Alsophylax przewalskii hittades bland annat i övergivna byggnader.